# Joaquín Clerch
Joaquín Clerch (n. 1965, Havana, Cuba) és un destacat concertista de guitarra clàssica i compositor cubà.
És conegut pel seu virtuosisme a la guitarra clàssica i ha tingut una carrera internacional impressionant. Va estudiar al Conservatori de l'Havana i, més tard, a Europa, sota la tutela de guitarristes reconeguts com Leo Brouwer, Alirio Díaz i María Luisa Anido.
Clerch ha guanyat nombrosos concursos internacionals de guitarra i ha estat aclamat per les seves interpretacions de música clàssica i contemporània. A més de la seva carrera com a solista, també ha col·laborat amb orquestres i grups de cambra, interpretant tant obres clàssiques com composicions modernes.
Un dels seus grans èxits és la seva tasca com a docent. Des de l'any 1999, és professor de guitarra a la Universitat de Música i Arts Escèniques de Viena, Àustria, on ha format nombrosos guitarristes que han assolit un èxit internacional.
El seu estil d'interpretació combina una profunda musicalitat amb una tècnica impecable, cosa que el converteix en un dels guitarristes més respectats i admirats en l'escena clàssica.

## Formació acadèmica
Joaquín Clerch va començar a estudiar guitarra amb la professora Leopoldina Núñez a l'Havana. Posteriorment va passar a l'Escola Nacional d'Art i més tard a l'Institut Superior d'Art (l'Havana). Els seus professors de guitarra van ser Marta Cuervo, Antonio A. Rodríguez Delgado, Rei Guerra, Isaac Nicola, Costas Cotsiolis i Leo Brouwer; i amb Carlos Fariñas va estudiar composició musical.
En 1990 va viatjar a Salzburg amb una beca del Mozarteum, on va estudiar guitarra amb Eliot Fisk, música antiga amb Nikolaus Harnoncourt i Anthony Spiri, així com música contemporània amb Oswald Salaberger. Va completar els seus estudis amb els majors honors en 1991, rebent el Premi del Ministeri de Cultura Austríac destinat als estudiants més destacats.
Clerch va rebre un ECHO Klassik en 2009, al costat de Anette Maiburg i Pancho Amat pel seu disc "Classica Cubana".

## Guitarrista
Joaquín Clerch ha ofert concerts a París, Tòquio, Munic, Frankfurt, Brussel·les, Atenes, Toronto, l'Havana, Rio de Janeiro, Bogotà, Belgrad, Istanbul, Salzburg, i altres ciutats; també s'ha presentat amb importants orquestres, com ara la 
Orquestra Simfònica de la Ràdio de Baviera, Orquestra Filharmònica de Stuttgart, Orquestra Filharmònica de Bogotà, Orquestra Filharmònica Eslovaca, Orquestra Simfònica Nacional de Cuba, Orquestra del Mozarteum de Salzburg, Orquestra Nacional d'Espanya o l'Orquestra del Capitoli de Tolosa.
Clerch va realitzar l'enregistrament de dos concerts dedicats a ell; el Concert de l'Havana (1998) de Leo Brouwer i el Concert per a guitarra i orquestra (1996) de Carlos Fariñas, amb l'Orquestra Filharmònica de Gran Canària, sota la direcció de Adrian Leaper.
Joaquín Clerch resideix actualment a Düsseldorf, Alemanya, on exerceix com a professor de guitarra en la Robert-Schumann-Hochschule Düsseldorf (Universitat Robert Schumann de Düsseldorf ). Eliot Fisk ha descrit a Joaquín Clerch com el guitarrista més destacat de la seva generació a nivell mundial.

## Compositor
La composició de Joaquín Clerch titulada "Yemayá" va rebre el Primer Premi en el Concurs Nacional de Composició de l'Havana, i en el Concurs de Guitarra internacional de Toronto, tots dos en 1987.